# 四溴化钒
四溴化钒是無機化合物，是紫红色晶狀固体，只在气相中且低于−23°C时稳定。 

## 制备
四溴化钒可在300°C以上由溴和钒反应合成：
{\displaystyle \mathrm {V+2\ Br_{2}\longrightarrow VBr_{4}} }
然后将气体的温度降至−78°C，因为四溴化钒很易在室温分解。

## 反应
四溴化钒会在−23°C以上分解成三溴化钒和溴：
{\displaystyle \mathrm {2\ VBr_{4}\longrightarrow 2\ VBr_{3}+Br_{2}} }